# Katalanisches Archäologisches Museum (Barcelona)

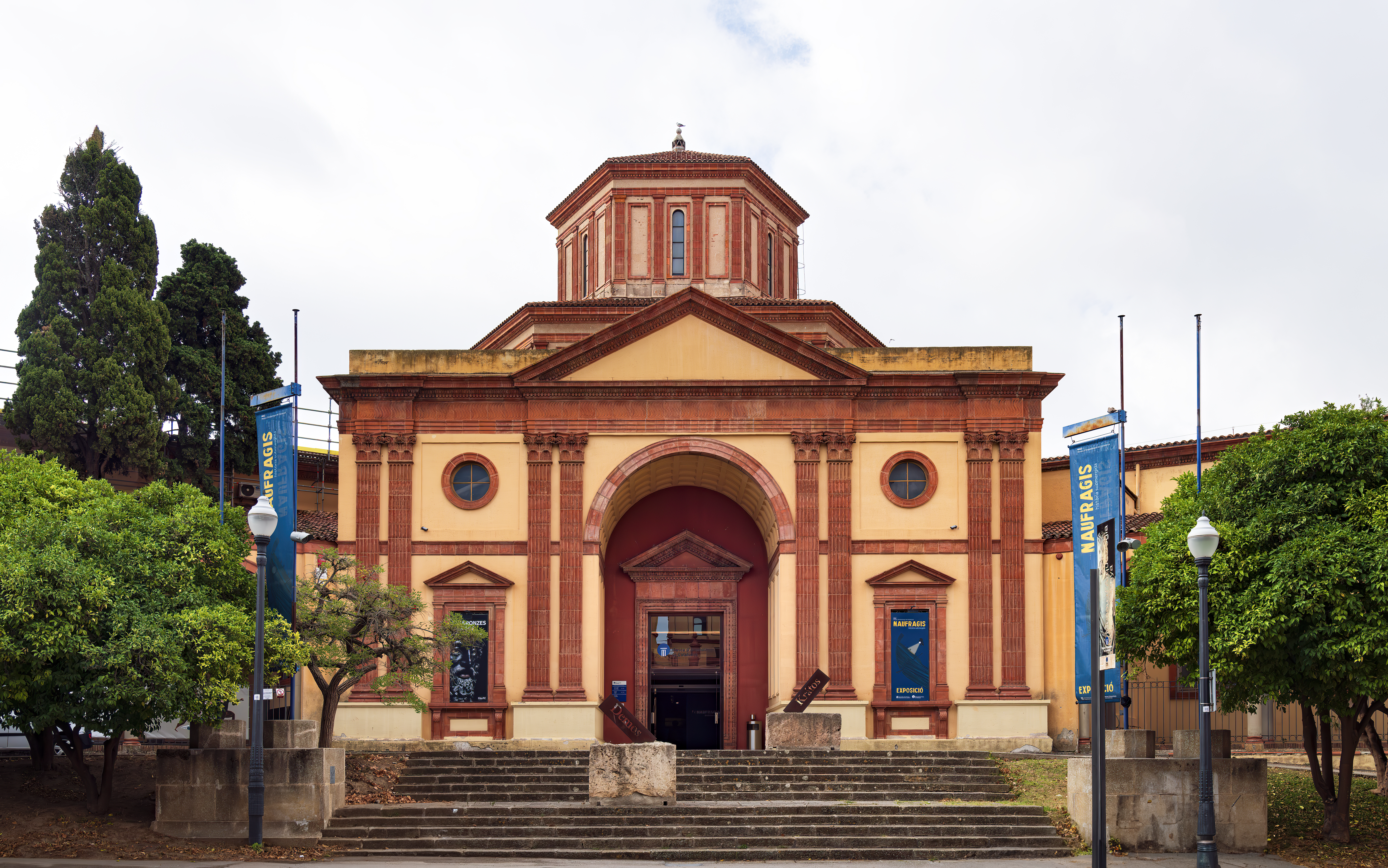
Katalanisches Archäologisches Museum

Das Katalanische Archäologische Museum mit Sitz in Barcelona (katalanisch Museu d’Arqueologia de Catalunya a Barcelona), auch als MAC bekannt, ist ein Museum, das sich im alten Palast der Graphischen Künste im Park von Montjuïc befindet.
Es handelt sich um einen der Sitze des Katalanischen Archäologischen Museums und umfasst eine Reihe von archäologischen Objekten und Dokumenten aus verschiedenen historischen Epochen zwischen der Vorgeschichte und dem Mittelalter, wobei ein besonderer Schwerpunkt auf der Antike liegt. Ein Besuch der ständigen Ausstellung und der Sonderausstellungen ermöglicht einen detaillierten Einblick in die gesellschaftlichen, technologischen, ökonomischen und religiösen Entwicklungen nicht nur in Katalonien, sondern in der gesamten Iberischen Halbinsel sowie dem Mittelmeergebiet. Das Museum untersteht dem Ministeramt der autonomen Regierung Kataloniens und wird durch die Katalanische Agentur für Kulturgut (Agència Catalana de Patrimoni Cultural) verwaltet.

## Gebäude
Die Ausstellungsräumlichkeiten und Büros des Museums befinden sich im alten Pavillon der Graphischen Künste, welcher 1929 anlässlich der Weltausstellung in Barcelona erbaut wurde. Es handelte sich um eine vorübergehende Konstruktion, die mit wenig resistenten Baumaterialien realisiert wurde, sodass ihr Abriss nach der internationalen Ausstellung vorgesehen war. Ebenso wie im Falle vieler anderer Gebäude, die zum Anlass der Ausstellung errichtet wurden, blieb der Pavillon der Graphischen Künste schließlich erhalten und wurde für andere Zwecke verwendet: Seit 1932, in den Wirren der Zweiten Spanischen Republik, gründete die autonome Regierung Kataloniens in diesem Palast das Katalanische Archäologische Museum.

## Geschichte
Im Jahre 1935 wird das Katalanische Archäologische Museum Barcelonas unter der Leitung von Pere Bosch i Gimpera eröffnet. Das Museum wurde beauftragt die Sammlungen des alten Museums der Kapelle von Santa Àgata, des Museums der Ciutadella sowie die Bestände der Junta de Museus und dem Institut d’Estudis Catalans und weitere private Sammlungen zu verwalten. Der Sitz des Museums befindet sich im alten Palast der Graphischen Künste, welcher anlässlich der Weltausstellung im Jahre 1929 errichtet und anschließend unter der Leitung des Architekten Josep Gudiol in ein Museumsgebäude umgewandelt wurde. Nach dem Spanischen Bürgerkrieg wurde das Museum dem Provinzialrat der Stadt Barcelona unterstellt. Erst im Jahre 1995 kam es wieder unter die Verwaltung der autonomen Regierung Kataloniens.

## Ständige Ausstellung
Die ständige Ausstellung wurde zwischen 2010 und 2013 erneuert und zeigt auf 4.000 m² anhand von Texten, audiovisuellen Medien, didaktischen Mitteln, Bildern und Inszenierungen im Raum die wichtigsten Merkmale der in Katalonien und in anderen Orten der Iberischen Halbinsel und dem Mittelmeergebiet ansässigen Kulturen.
Die Vorgeschichte mit einem audiovisuellen Beitrag über die Bestattungsrituale der Bronzezeit, die Frühzeit, in welcher die Iberer eine bedeutende Rolle spielten, die griechische und phönizische Kolonisierung sowie die Errichtung des Römischen Imperiums sind einige der thematischen Schwerpunkte des Rundgangs.
Das Museum verfügt außerdem über schriftliche Bestände mit 35.560 Büchern und 1.554 Zeitungsveröffentlichungen.
Bei einem der emblematischsten Ausstellungsstücke handelt es sich um die Statue des Gottes Esculapi, dessen Originalversion sich zunächst im Sitz in Barcelona befand, bis sie im Jahre 2008 in das Museum von Empúries gebracht wurde. Weitere bedeutende Objekte sind die steinernen Exponate aus der Zeit des Paläolithikums, der 53.200 Jahre alte Kiefer des Neandertalers aus Sitges, Funde aus der Ausgrabungsstätte von El Argar (Almería), der iberische Schatz aus Tivissa, phönizische Votivfiguren, griechische Keramik und die römische Statue des Priapos aus Hostafrancs.

## Sonderausstellungen
Seit seiner Gründung bemüht sich der Sitz des Katalanischen Archäologischen Museums in Barcelona, neben den Inhalten der Dauerausstellung, auch weitere Themen zu vermitteln mit dem Ziel andere innovative und bedeutende Aspekte der Archäologie einzubeziehen. Unter den wichtigsten Sonderausstellungen befinden sich:
- Die Zerbrechlichkeit in der Zeit. Glas in der Antike (La fragilitat en el temps. El vidre a l’antiguitat): stellte die Techniken, Objekte und Materialien vor, welche mit der Glasherstellung in Verbindung standen.
- Geschichten vom Toilettentisch (Històries de tocador): ein Rundgang zum Konzept der Schönheit und der Entwicklung der Kosmetik in den großen Kulturen der Antike.
- Ötzi. Die Mumie aus dem Eis (Ötzi. La mòmia del gel): erklärte die Bedeutung des Ausnahmefundes in den Alpen, der Überreste und der Aufmachung eines mehr als 5.3000 Jahre alten Mannes.
- Gesichter Roms (Rostres de Roma): stellte anhand von Sarkophagen, Büsten und Statuen einige der bedeutendsten Persönlichkeiten des Römischen Imperiums vor.
- Den Tod frisieren (Pentinar la mort): thematisierte die Rituale des Lebens und des Todes in der Vorgeschichte Menorcas.